# Stary Kapitol w Olympii
Stary Kapitol w Olympii (ang. Old Capitol Building in Olympia, WA) – zabytkowy gmach w Olympii, stolicy stanu Waszyngton. 
W latach 1892–1901 siedziba Sądu Hrabstwa Thurston (ang. Thurston County Courthouse). Od 1901 do 1928 r. mieścił się tu Kapitol Stanu Waszyngton (ang. Washington State Capitol). Od 1906 r. siedziba Biura Superintendenta Instrukcji Publicznych (ang. Office of Superintendent of Public Instruction).
30 maja 1975 r. budynek został wpisany do Narodowego Rejestru Zasobów Kulturowych.

## Położenie i architektura
Budynek znajduje się przed wejściem do Parku Sylwestra (ang. Sylvester Park) w śródmieściu Olympii, stolicy stanu Waszyngton. Zbudowano go w latach 1890-92 według projektu Willisa A. Ritchie (1865-1931). Reprezentuje styl neoromański. Do jego budowy użyto szarego piaskowca z Wilkeson. Otwarcie nastąpiło w październiku 1892 r. Początkowo gmach wieńczyła wysoka na 150 stóp (ok. 45,72 m) ośmiokątna wieża. Na każdej ze stron wieży umieszczono zegar z podświetlaną tarczą, dniem i nocą widoczny z każdego punktu miasta. Dzięki temu uchodziła za najistotniejszy element krajobrazu Olympii. Każda ze stron była też zwieńczona lukarną. Wieża uległa zniszczeniu podczas pożaru w 1928 roku i nie została odbudowana. Dach budynku wieńczy miedziany gont. Dla zwiększenia bezpieczeństwa przeciwpożarowego, dachu nie podparto drewnianym stropem. Również legary były stalowe.
Nad głównym wejściem znajduje się diamentowy witraż wielkości 8 stóp autorstwa Michaela Kenneda z Northwestu. Ufundowała go Fundacja Bena B. Cheneya (ang. Ben B. Cheney Foundation) z Tacomy z okazji 100-lecia utworzenia stanu w 1989 roku. W jego centrum znajduje się Pieczęć stanowa Waszyngtonu. Do jego stworzenia użyto europejskich i amerykańskich tafli szklanych, ołowianych i cynkowych. Witraż umieszczono w dębowej ramie. 
Przed frontem gmachu znajduje się pomnik Johna Rankina Rogersa, trzeciego gubernatora Waszyngtonu, odsłonięty w 1904 roku.

## Historia

### Sąd Hrabstwa Thurston i Kapitol, 1892-1928

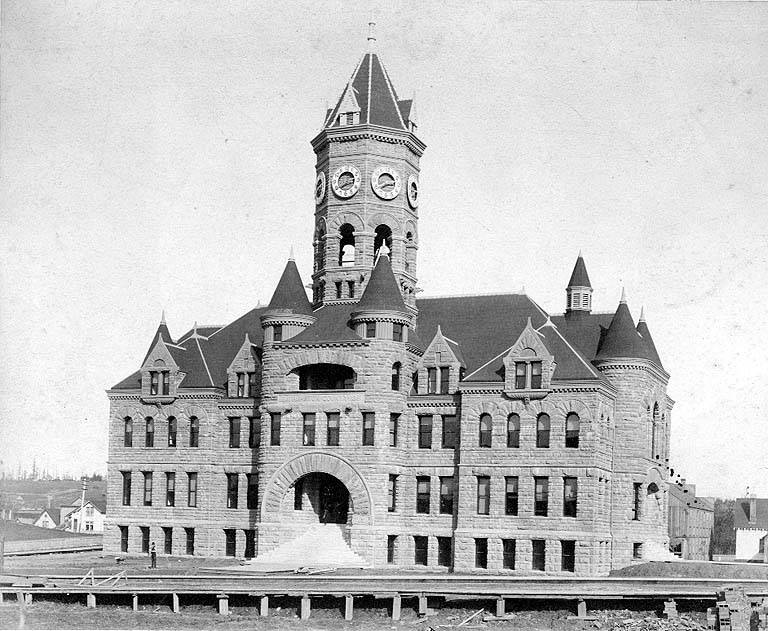
Sąd Hrabstwa Thurston, ok. 1892 rok

Początkowo w jego zachodnim skrzydle znajdowały się biura Sądu Hrabstwa Thurston (ang. Thurston County Courthouse). W 1901 r. gmach został sprzedany za cenę 350 tys. dolarów i przekształcony w Kapitol Stanu Waszyngton. W 1910 r. stan Waszyngton zakupił działkę na którym postawiono gmach. Większość urzędów stanowych wyprowadziła się z budynku do 1919 roku. Do 1928 r. spotykała się tu agenda Kapitolu, Legislatura Stanowa (ang. State Legislature), kiedy to oddano do użytku nową siedzibę - Kapitol Stanu Waszyngton (ang. Washington State Capitol). Od 1906 r. do dziś ma tu swoją siedzibę Biuro Superintendenta Instrukcji Publicznych.
W maju 1903 r. w Parku Sylwestra, przed wejściem głównym Kapitolu przemawiał ówczesny prezydent USA Theodore Roosevelt. 11 stycznia 1905 r. oddano do użytku wschodnie skrzydło gmachu, także zaprojektowane przez Willisa Ritchie. Koszt budowy skrzydła wynosił 500 tys. dolarów. Tego dnia gubernator Albert E. Mead dokonał otwarcia budynku przed pierwszym posiedzeniem Stanowej Legislatury. We wschodnim skrzydle ulokowano siedzibę Senatu i Izby Reprezentantów stanu Waszyngton (ang. Senate and House of Representatives). W budynku znajdowała się też Biblioteka Stanowa (ang. State Library) oraz Sąd Najwyższy (ang. Supreme Court). Po przebudowie gmach posiadał łącznie 12 stożkowych wież, 20 świetlików oraz ozdobną windę z kutego żelaza.

### Pożar w 1928 roku

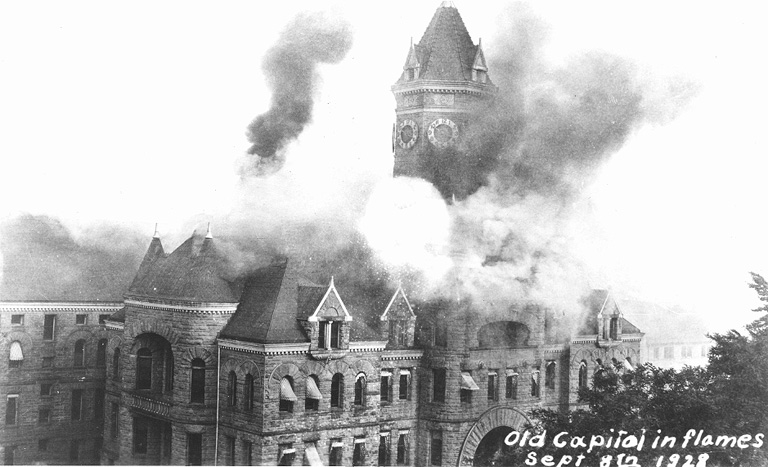
Pożar Kapitolu w 1928 r.

8 września 1928 r. miał miejsce pożar, który strawił część wieży, trzeciego i czwartego piętra zachodniego skrzydła oraz łącznika pomiędzy skrzydłami. Nastąpił on już po przeniesieniu urzędów do gmachu nowego Kapitolu, otwartego 28 kwietnia. Pożar zaczął się na trzecim piętrze w zachodnim skrzydle, w starszej części kompleksu. Stąd rozprzestrzenił się na wyższe partie budynku. Dozorca zauważył ogień o godzinie 15:35, po czym natychmiast wszczął alarm. W akcji gaśniczej brały udział zastępy z Olympii i Tacomy. Kilku strażaków zatruło się dymem podczas gaszenia pożaru z wnętrza klatki schodowej. Mieszkańcy miasta oraz skauci z organizacji Boy Scouts ratowali z wnętrza gmachu najcenniejsze przedmioty i dokumenty. Udało się wynieść m.in. portret Jerzego Waszyngtona (patrona stanu), wiszący na półpiętrze między 2. a 3. kondygnacją oraz kolekcję wypchanych zwierząt. Chociaż wyniesiono z budynku wszystkie dokumenty, to część z nich zalała woda. Charakterystyczna wieża zegarowa nie została już nigdy odbudowana. .

### Od pożaru do remontu, 1928-1949
W 1939 r. budynek przeszedł remont. Zainstalowano nowe posadzki betonowe na 3. i 4. piętrze; nową, mniej ozdobną windę; marmurową toaletę; nowe drzwi zewnętrzne; nowe kotły wraz z centralnym ogrzewaniem na terenie całego gmachu oraz dokonano remontu instalacji elektrycznych.

### Trzęsienie ziemi i odbudowa, od 1949
W wyniku trzęsienia ziemi w 1949 roku zawaliły się dwie z dwunastu wież budynku oraz rotunda, galerie i komnata we wschodnim skrzydle. Kolejne trzęsienie ziemi nawiedziło gmach w 1969 roku, nie czyniąc tym razem większych szkód. W 1970 r. stan Waszyngton zlecił przeprowadzanie badań w celu ustalenia jakich napraw wymaga były budynek Kapitolu oraz do czego można go wykorzystać w przyszłości. Przeznaczono pieniądze na jego renowację, która wówczas nie doszła do skutku, gdyż nie miano gdzie przenieść biur Superintendenta. Biura przeniesiono dopiero w marcu 1981 r., wtedy też rozpoczęto renowację gmachu. Przebudowa trwała blisko dwa lata i objęła m.in. zainstalowanie systemu redukującego skutki trzęsień ziemi; odbudowę dwóch zawalonych wież i świetlików; wymianę miedzianych gontów dachu; oczyszczenie kamiennego budulca; otynkowanie ścian; zainstalowanie podwieszonych sufitów; zainstalowanie dębowych drzwi; ponowne zaaranżowanie głównych schodów i korytarzy oraz zainstalowanie nowej klimatyzacji z systemem odzyskiwania ciepła. Całość prac kosztowała 9 milionów dolarów. Budynek otwarto ponownie 21 lutego 1983 roku. W 1993 r. miał miejsce remont generalny.